# Мефодовка
Мефодовка (укр. Мефедівка) — село,
Кренидовский сельский совет,
Середино-Будский район,
Сумская область,
Украина.
Код КОАТУУ — 5924482804. Население по переписи 2001 года составляло 330 человек.

## Географическое положение
Село Мефодовка находится на расстоянии в 0,5 км от села Четвертаково, в 2,5 км — село Кренидовка, в 4-х км — пгт Знобь-Новгородское.
В селе несколько прудов.

## История
Согласно показаниям местных жителей, которые они давали в ходе Генерального следствия о маетностях Стародубского полка 1729 года, Мефёдовка была поселена казаком Мефёдом «за позволением шляхтича польского Пясочинского» и на протяжении трёх лет до того времени, «как гетман Хмельницкий с войском казацким освободил Украину от ига польского», находилась во владении Пясочинских.
После освобождения Украины от поляков Мефёдовка была включена в разряд «свободных войсковых» сёл, предназначенных для «награждения военнослужащих, кто будет за свои службы достоин милости монаршей и рескрипту войскового» и в 1722 году пожалована наказным гетманом Павлом Полуботком и генеральной старшиной Семёну Яковлевичу Галецкому, новгородскому сотнику с 1722 по 1723 год. Однако уже в следующем году, 14 декабря 1723 года, она у него была отобрана и возвращена в ведомство Новгород-Северской ратуши ввиду отсутствия у него «указа Его Императорского Величества об отдаче ему села в вечное или временное владение».
По ревизии 1723 года в Мефёдовке числился 71 двор и 16 хат, из которых Новгород-Северскому магистрату принадлежало 52 двора и 16 хат, а казакам — 19 дворов.
29 июня 1730 года гетман Даниил Апостол пожаловал Мефёдовку генеральному обозному Якову Ефимовичу Лизогубу (1675 — 24.01.1749), внуку гетмана Петра Дорошенко. На то время в селе проживало 22 казака: Андрей Ващенко, Левон Шадар, Яков Овсеенко, Алексей Федотенко, Пётр Петров, Данило Салдатенко, Данило Подгайный, Иван Роговой, Игнат Солдатенко, Артём Редя, Мойсей Тишков, Иван Салдатенко, Есип Коваль, Дмитро Шаповал, Исай Асаул, Фёдор Роговой, Максим Ерченко, Хлор Андрощин, Данило Михайленко, Фёдор Мишченко, Дмитро Миколаенко и Осип Приходченко, за которыми были сохранены их земельные наделы и пастбища.
Во владении Якова Лизогуба Мефёдовка находилась до 1745 года, после чего была причислена к ранговым владениям судей и пожалована на ранг генеральному судье Малороссийского генерального суда Фёдору Ивановичу Лысенко, который владел ею до своей смерти, наступившей 5 января 1751 года. На его содержание жители Мефёдовки платили сверх панщины «окладу годового с четвертины поля по 1 р. 20 коп., итого 49 руб. 20 коп.; за мотки по 20 коп., итого 8 руб. 20 коп.; за 41 гуску по 6 коп.; за 82 каплуна по 3 коп., итого 4 руб. 92 коп.; жита и овса по 20 четвертей и 4 четверичка; конопель (зерна) по 10 четвертей 2 четверичка; пеньки (волокна) тертой по 42 пуда, да с бобылей деньгами собиралось по 10 руб.»
После смерти Фёдора Лысенко Мефёдовка в 1756 году была отдана на ранг генеральному судье Илье Васильевичу Журману (? — 1783), который на момент проведения Румянцевской описи Малороссии 1765—1768 гг. владел в ней 83 дворами и 20 бездворными хатами.
11 декабря 1775 года Екатерина ІІ исключила Мефёдовку из ранговых владений судей и пожаловала её в вечное и потомственное владение одному из своих фаворитов Петру Васильевичу Завадовскому (10.01.1739 — 10.01.1812), который с 8 сентября 1802 года занимал пост министра народного просвещения России, а с 1 января 1810 года — председателя Департамента законов Государственного Совета.
Это вызвало недовольство у И. В. Журмана, и он посоветовал своей жене Агафье Давыдовне Стрешенцовой повывозить из Мефёдовки всё самое ценное, «как то деньги и прочее (кроме казанов и худшей скотины), но так искусно, чтоб ни мужики и никто приметить не мог». Исполнила ли Агафья Давыдовна совет мужа, мы не знаем.
На момент описания Новгород-Северского наместничества 1779—1781 гг. за П. В. Завадовским в Мефёдовке числилось 94 двора и 115 хат, за казаками — 4 двора и 10 хат, за подпомощниками — 17 дворов и 18 хат, за «приезжей» — 1 двор и 3 хаты и за бунчуковым товарищем Иваном Степановичем Судиенко — 2 двора и 5 хат. В указанное время в селе проживало 152 обывателя со своими семьями, которые занимались выращиванием конопли и изготовлением из неё пеньки и конопляного масла.
После смерти П. В. Завадовского его мефёдовские владения перешли по наследству к его жене Вере Николаевне Апраксиной (2.02.1768 — 22.11.1845), двоим сыновьям: Александру Петровичу Завадовскому (12.08.1794 — 27.10.1856) и Василию Петровичу Завадовскому (15.07.1798 — 10.10.1855) и трём дочерям: Софье Петровне Завадовской (в замужестве Козловской) (1795 — 23.02.1829), Аглаиде Петровне Завадовской (в замужестве Мержеевской) (1799 — ?) и Татьяне Петровне Завадовской (в замужестве Каблуковой) (19.04.1802 — 5.01.1884).
Однако в связи с тем, что жена Петра Васильевича после его смерти начала вести разгульный образ жизни, а сыновья пристрастились к азартным играм и проиграли не одну сотню тысяч рублей, Александр І приказал все их имения взять в опеку, а их опекуном назначил надворно П. В. Завадовского советника Николая Осиповича Рославца, предводителя дворянства Мглинского уезда Черниговской губернии.
Накануне отмены крепостного права, в 1859 году, в Мефёдовке числилось 250 дворов, в которых проживал 1101 житель, 519 мужчин и 582 женщины. Большинство из них относились к крепостному сословию и принадлежали наследникам П. В. Завадовского, которые в 1861 году владели в селе 343 крепостными мужского пола.
Завадовские были не единственными мефёдовскими помещиками. Помимо них, в селе находились владения В. Ф. Юркевича, Е. А. Савицкой и других собственников.
В пореформенное время в Мефёдовке работали 6 ветряных мельниц, 1 лавка, 1 крупорушка, 1 магазин по продаже бакалейных товаров Е. М. Туманского и ряд других небольших торговых и промышленных предприятий.
В 1905—1906 гг. в селе происходили крестьянские выступления против местных помещиков, которые сопровождались самовольной порубкой помещичьих лесов 235 и расправой над несколькими работниками лесной стражи помещика Псиола и двумя полицейскими стражниками, приехавшими разыскивать похищенный лес.
Издавна в Мефёдовке функционировала Николаевская церковь деревянной постройки, в которой на момент описания Новгород-Северского наместничества 1779—1781 гг. служил один священник и два церковника. Церковь была построена до 1730 года, о чём свидетельствует факт передачи в археографическую комиссию благочинным священником села Олтар М. Г. Лубенцовым 20 копий с синодальных указов и пастырских посланий киевских митрополитов за 1730—1748 гг., хранившихся в архиве мефёдовской церкви.
К началу 30-х годов XIX века мефёдовская церковь обветшала, и в 1836 году в селе была построена новая деревянная церковь.
По высочайше утверждённому расписанию приходов и причтов Черниговской епархии от 17 января 1876 года, Николаевская церковь входила в состав Кренидовско-Мефёдовского прихода, настоятелем которого в 1879 году был священник Василий Самбурский. В разное время в ней служили Стебловский (? — 1815 — ?), Михаил Горбатовский (? — 1863—1874 — ?), Василий Самбурский (? — 1879 — ?), Иоанн Липский (? — 1888 — ?), Макарий Соколов (? — 1901 — ?), Сергей Туткевич (3.06.1899-1901 — ?) и другие священники.
В октябре 1860 года в селе была открыта церковно-приходская школа, в которой в 1860—1861 учебном году обучалось 23 мальчика и 2 девочки, а в 1861 году (по другим данным, в 1868 году) — земская школа, в которой в 1901 году училось 57 мальчиков и 6 девочек. Школа находилась в общественном доме и содержалась за счёт средств земства в сумме 225 руб. и сельского общества в сумме 75 руб..

## Экономика
- Молочно-товарная ферма.

## Объекты социальной сферы
- Школа.

## Известные люди
Родились в селе:
- Компанеец, Фёдор Григорьевич (1918—1976) — Герой Советского Союза.
- Четвертаков, Ермолай Васильевич (1781 — после 1814) — герой Отечественной войны 1812 года.
- Эсаулко, Григорий Григорьевич (1923—1945) — Герой Советского Союза.
- Барбаш Афанасий Иванович (1923—1944) — лейтенант, погиб в Польше.
- Барбаш Александр Гаврилович (родился в 1922) — лейтенант (партизанский отряд им. Ворошилова) (702 самоходно-артиллерийский полк) (53 отдельный мотоциклетный батальон).
- Барбаш Николай Васильевич (родился в 1925) (362 запасной стрелковый полк 33 запасной стрелковой дивизии) (158 тяжелая гаубичная артиллерийская бригада).

## Происхождение названия
Своё название Мефёдовка позаимствовала от имени казака Мефёды, который поселил её с разрешения польских магнатов Пясочинских.